# Mintonophis pakistanicus
Genre
Espèce
Synonymes
- Enhydris pakistanica Mertens, 1959

Statut de conservation UICN

 LC  : Préoccupation mineure
Mintonophis pakistanicus, unique représentant du genre Mintonophis, est une espèce de serpents de la famille des Homalopsidae.

## Répartition
Cette espèce est endémique du Pakistan. Elle se rencontre dans le bassin de l'Indus.

## Étymologie
Le genre est nommé en l'honneur de Sherman Anthony Minton. Le nom d'espèce, pakistanica, lui a été donné en référence au lieu de sa découverte, le Pakistan.

## Publications originales
- Mertens, 1959 : Eine neue Wassernatter aus West-Pakistan. Senckenbergiana Biologica, vol. 40, p. 117-120.
- Murphy & Voris, 2014 : A Checklist and Key to the Homalopsid Snakes (Reptilia, Squamata, Serpentes), with the Description of New Genera. Fieldiana: Life And Earth Sciences, no 8, p. 1-43 (texte intégral).